# Josateki Naulu
Josateki Naulu (* 8. června 1984 Suva) je fidžijský zápasník – judista.

## Sportovní kariéra
S judem začal v dětství v rodné Suvě po vzoru svého strýce, instruktora bojových umění. V roce 2003 obdržel od Mezinárodního olympijského výboru grant pro studium a trénink juda v Japonsku na Univerzitě Rjúcú Keizai v Rjúgasaki. V roce 2012 a 2016 dosáhl na oceánskou kontinentální kvótu pro účast na olympijských hrách v Londýně a olympijských hrách v Riu, kde v obou případech vypadl v úvodním kole. Na olympijských hrách v Londýně byl při zahájení vlajkonošem výpravy.

## Výsledky
| Turnaj              | 2003             | 2004             | 2005             | 2006             | 2007             | 2008             | 2009             | 2010             | 2011             | 2012             | 2013             | 2014             | 2015             | 2016             |
| Turnaj              | 19               | 20               | 21               | 22               | 23               | 24               | 25               | 26               | 27               | 28               | 29               | 30               | 31               | 32               |
| Turnaj              | polostřední váha | polostřední váha | polostřední váha | polostřední váha | polostřední váha | polostřední váha | polostřední váha | polostřední váha | polostřední váha | polostřední váha | polostřední váha | polostřední váha | polostřední váha | polostřední váha |
| ------------------- | ---------------- | ---------------- | ---------------- | ---------------- | ---------------- | ---------------- | ---------------- | ---------------- | ---------------- | ---------------- | ---------------- | ---------------- | ---------------- | ---------------- |
| Olympijské hry      |                  | —                |                  |                  |                  | —                |                  |                  |                  | úč.              |                  |                  |                  | úč.              |
| Mistrovství světa   | úč.              |                  | úč.              |                  | —                |                  | —                | úč.              | úč.              |                  | úč.              | úč.              | úč.              |                  |
| Pacifické hry       | 2.               |                  |                  |                  | 3.               |                  |                  |                  | 1.               |                  |                  |                  |                  |                  |
| Mistrovství Oceánie | ?                | 3.               |                  | 1.               |                  | 3.               |                  | —                | 3.               | 1.               | —                | —                | 2.               | 2.               |